# Igreja Matriz da Conceição (Santa Cruz das Flores)

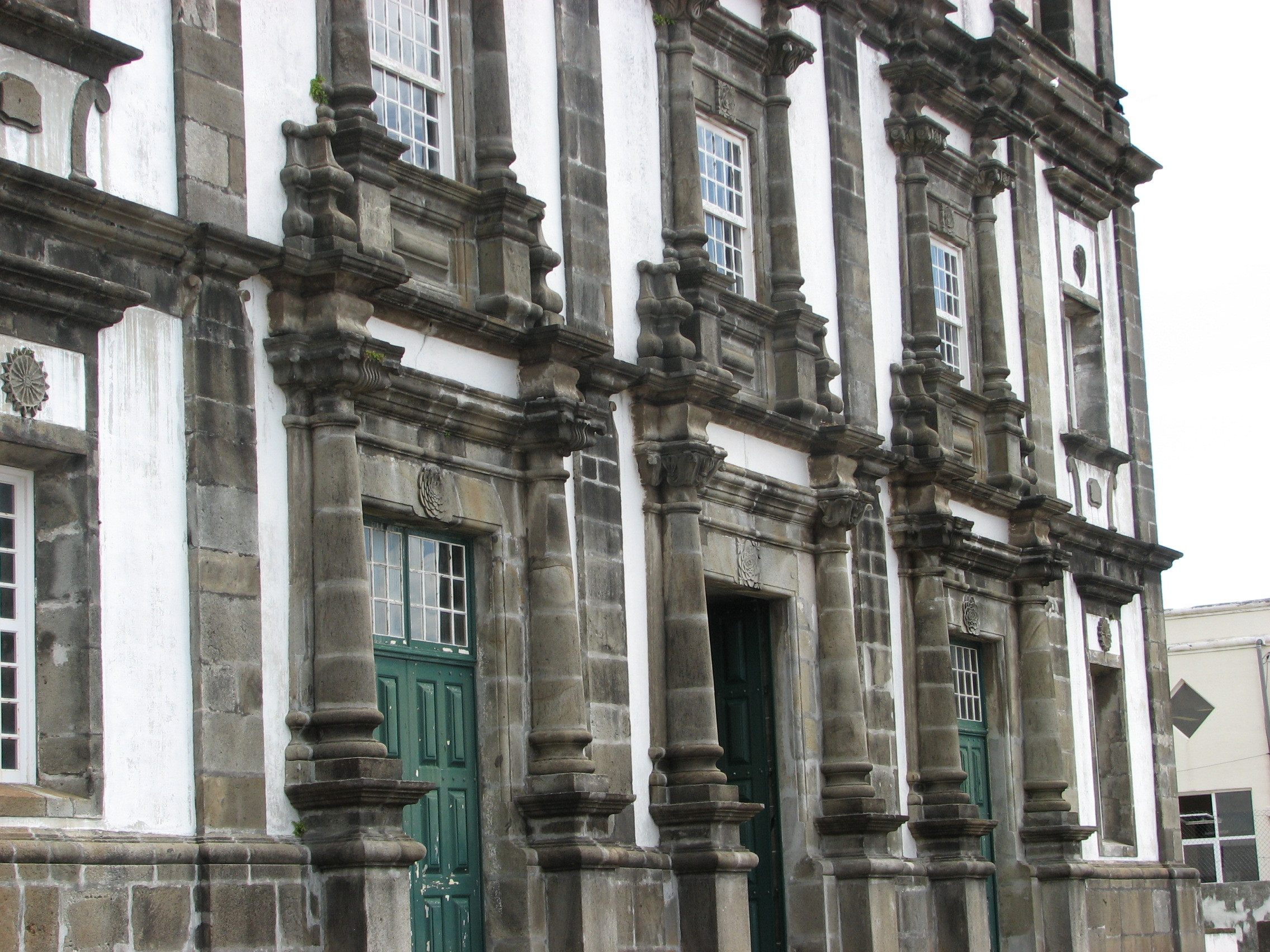
Fachada da Igreja Matriz de Santa Cruz das Flores, que domina a imagem urbana de Santa Cruz

A Igreja Matriz da Conceição localiza-se na freguesia de Santa Cruz das Flores, concelho de mesmo nome, na ilha das Flores, nos Açores. Terminada de construir em 1859, constitui uma das mais imponentes igrejas do Arquipélago, de onde se destaca, além da frontaria, rodeada por duas torres, o altar da capela-mor.

## História
Foi iniciada em 1781, sendo seu vigário o ouvidor eclesiástico padre Manuel Lourenço Vieira, no local onde se erguera a primitiva igreja, coeva da fundação da vila. As obras desenvolveram-se muito lentamente, e a consagração do templo só se verificou em 1859. Essa demora reflete-se no aspeto da fachada, a qual oferece duas faces distintas, sendo a última muito pobre pois que as portadas e os janelões do meio não condizem.
A festa de  Nossa Senhora da Conceição decorre no dia 8 de dezembro, e atrai muitos forasteiros, sendo considerada das maiores da ilha.

## Características
Apresenta grandes proporções, tanto no exterior como interior. Na fachada existe uma legenda em latim dedicada à veneração da Nossa Senhora da Conceição. A capela-mor desta igreja é considerada uma das maiores de todo o arquipélago. No altar-mor destaca-se a imagem de Nossa Senhora da Conceição, com 2,3 metros de altura.
Os douramentos datam de meados do século XX, graças à dedicação do então vigário Maurício António de Freitas, a quem também se deve a aquisição de belas imagens.